# 月刊少年GANGAN
《月刊少年GANGAN》（日語：月刊少年ガンガン），由日本Square Enix發行的月刊少年漫畫雜誌。
因是知名電玩遊戲公司旗下的漫畫月刊，連載過不少知名電玩改編而成的漫畫。母公司有時也根據一些連載的漫畫推出相關的電子遊戲。
由於月刊的厚度比其他漫畫雜誌還要厚，常常連載作品總頁數超過1000頁，因此又有所謂的「殺人電話簿」或是「月刊少年鈍器」這類戲稱。

## 連載中的作品
更新至2022年4月27日
- 藍蘭島漂流記（藤代健）2002年6月号-
- 魔法禁書目錄（原作：鎌池和馬、作画：近木野中哉）2007年5月號-
- 不道德公會（河添太一）
- 海貓鳴泣之時散 episode7 - Requiem of the golden witch （原作・監修：竜騎士07、作画：水野英多） 2011年5月号-
- 咲-Saki-阿知賀編 episode of side-A （原作：小林立、作画：五十嵐あぐり） 2011年9月号-
- 最終幻想零式外傳 冰劍的死神 （塩沢天人志、監修：野村哲也） 2012年5月号-
- ROBOTICS;NOTES Dream Seeker （原作：5pb.、作画：知乃綴） 2012年10月号-
- 再世のファンタズマ （赤人義一） 2015年8月号-
- 魔女的僕人和魔王的角	（MOCHI） 2014年5月号-
- 戰×戀（朝倉亮介） 2016年1月號－
- 梅衣堂ひよと旦那様の野望 （米山シヲ） 2016年2月12日 -
- 大叔與貓 （桜井海） 2017年6月12日 -
- 無能力者娜娜 （Looseboy） 2016年6月號－
- 裏世界遠足 （原作：宮澤伊織 作畫：水野英多）   2018年3月号 -
- 比方說，這是個出身魔王關附近的少年在新手村生活的故事 （原作：サトウとシオ 角色原案：和狸ナオ 作畫：臥待始）2017年9月28日－

## 連載過的著名作品
- 鋼之鍊金術師（荒川弘）2001年8月号-2010年6月號
- 我的主人愛作怪番外編（原作：まっつー 　漫画：椿あす）
- 噬魂者（大久保篤）
- 屍姬（赤人義一）
- BLOODY CROSS （ブラッディ・クロス、米山シヲ）
- 絕園的暴風雨（原作：城平京 、構成：左有秀、作画：彩崎廉）
- 罪惡王冠 （構成：宮城陽亮、作画：満月シオン）
- JUDGE (ジャッジ外海良基)
- Soul Eater Not!（大久保篤）
- 666～サタン～（岸本聖史）
- 里見☆八犬伝（よしむらなつき）
- 少年偵探～推理之絆～（原作：城平京 作画：水野英多）
- 少年偵探～螺旋重現～（原作：城平京 作画：水野英多）
- 勇者鬥惡龍（藤原カムイ）
- 勇者鬥惡龍 伊甸的戰士（藤原カムイ）
- 勇者鬥惡龍 怪獸仙境PLUS＋（吉崎觀音）
- 魔偵探洛基（木下さくら）
- 咕嚕咕嚕魔法陣（衛藤ヒロユキ）
- 寒蟬鳴泣之時（原作：竜騎士07）
- 热带雨林的爆笑生活（金田一蓮十郎）
- ひょっとこスクール（武凪知）
- トライピース（丸智之）
- RUN day BURST（長田悠幸）
- 仕立屋工房 Artelier Collection（日丘円）
- （若林稔弥） 2012年4月号-- 2013年5月号
- BAMBOO BLADE B（原作：土塚理弘 作画：五十嵐あぐり）2009年2月号-2013
- SCRAMBLE!（柴田亞美）2009年7月号-
- ごちそうシネマした!!（IKARING）
- HEROMAN（原作：スタン・リー、作画：太田多門、動畫製作：BONES）
- アルティメットドールズ（三好輝）
- ばのてん!（河添太一）
- 獸神演武（原案：黄金周 腳本：社綾 作画：荒川弘）
- 漫畫家和助手（ヒロユキ）
- ピース*2 （鳴海けい） 2011年9月号-- 2014年7月号
- 元氣囝仔 （ヨシノサツキ）2014年8月号-2019
- 紅心王子（桑原草太）2007年5月号－2015年4月號
- 加油！菜鳥老師（尾高純一）2009年4月号－2013年10月號
- Red Raven （藤本新太） 2010年5月号- 2013
- BAMBOO BLADE B（原作：土塚理弘 作画：五十嵐あぐり）2009年2月号-2013
- （若林稔弥） 2012年4月号-- 2013年5月号
- 只要別西卜大小姐喜歡就好 （matoba） 2015年7月10日－2020年5月12日
- 助太刀09（日语：助太刀09） （岸本聖史） 2014年11月号-2019

## 連載結束的作品
- 吸血十字界（原作：城平京 作画：木村有里）2003年9月号-2007年3月号